# 黄思永
黄思永（1842年—1914年），字慎之，号亦瓢，江苏江宁县五城人，祖籍安徽徽州。晚清状元，中国近代实业家、书法家。

## 生平
生于清道光二十二年（1842年），光绪六年（1880年）以拔贡京官考取状元。授翰林院修撰。光绪十二年（1886年）充会试同考官。光绪二十三年（1897年）为国子监司业。官至侍读学士。后弃官经商。
光绪三十年（1904年），清政府颁行改革措施，设立农工商部，特聘黄思永和南通狀元张骞为顾问。二人共同起草并颁布《奖励公司章程》、《商会简明章程》以及铁路、矿务、商标等部门的相關章程和法规，致力於扶持民族工商业发展，时人有“商部两状元”之譽。又与翁同龢、文廷式等为帝党中坚。民国三年（1914年）卒于上海。

## 著作
黄氏工书法，“精小楷，唐法晋韵，兼擅其胜，名重当时”。为清状元书家之代表。

## 筹募昭信票
中日甲午战争后，清廷元气大伤。時任翰林院侍读学士的黄思永参照外国筹募国内公债制，奏请发行公债向商民募债应急。因慈禧想维护皇室体面不愿称“债”，而定名为“昭信票”，以示昭信于民。昭信票印发后，交各省派销。這也是中國最早的公债券。

## 纪念
黄思永是南京最后一位状元。南京长乐路西段北侧曾有黄状元巷，因黄思永府邸得名，现已不存。
安徽休宁县的中国状元博物馆中，收藏着《清黄思永状元卷》。